# Algot Suneson
Algot Stylvig Suneson, född 15 juli 1871 i Lommaryds socken, död 12 mars 1960 i Bankeryd, Bankeryds församling, var en svensk järnvägsman och trädgårdsodlare.
Algot Suneson var son till hemmansägaren Carl Ossian Robert Suneson. Han var 1888–1896 artillerist och därefter stationskarl vid Statens järnvägar på olika platser i Sverige till 1943, då han pensionerades. I Bankeryd skapade han från 1916 med stor möda en botanisk trädgård med tusentals växter från hela jorden. Han publicerade en mängd trädgårdsartiklar i olika tidskrifter och redigerade trädgårdsamatörernas sida i Allmän svensk trädgårdstidning och utgav två böcker: Gammal grund. Natur- och kulturskildringar från Norra Vedbo och Tveta härader i Småland samt Törne och konvalje. En trädgårdsbok för blomstervänner, egnahemsbyggare och amatörer (1929).
Han var far till botanikern Svante Suneson.